# Giel Vleggaar
Giel Vleggaar (Amsterdam, 9 januari 1974) is een Nederlands componist.

## Opleiding
Vleggaar is opgeleid in zowel klassieke als lichte muziek. Hij studeerde jazzcompositie en arrangeren bij Jurre Haanstra aan het Hilversums Conservatorium en klassieke compositie aan het Conservatorium van Amsterdam bij Daan Manneke en Theo Verbey. Hij verdiepte zich in de muziektheorie van Zuid-India bij Rafael Reina. Hij ging in 1998 naar Gambia om daar kennis te nemen van de muziek van de Wolofcultuur. Hij nam ook enkele lessen bij andere componisten, onder anderen George Crumb en Timothy Salter.

## Activiteiten
Vleggaar componeerde niet alleen voor concerten, maar ook voor film en dans. Hij maakte onder andere in 1994 de multimediaproductie Ozo zwaar, ozo licht in het Nederlands Filmmuseum, in 1996 Perpetuum Mobile (muziektheater) voor Orkater en de dansvoorstelling DNCS in 1999. 

## Composities
- Wake Up Sleeping Beauty (2016), voor blaaskwintet
- Springs Eternal (2014), voor symfonieorkest
- Jägerlieder (2013), voor sopraan, strijkkwartet en piano
- Arise (2013), voor koperblazers
- The Trees of Paradise (2012), voor 3 zangers, koor en symfonieorkest
- Arcadia (2012), voor symfonieorkest
- Pretty Beautiful (2011), voor 12 blazers
- DAZED (2011), voor 3 zangers en ensemble
- Fünf (2010), voor symfonieorkest
- Ayre of Solace  (2009), voor symfonieorkest
- Pianoconcert  (2008), voor piano en orkest
- Wanted: Ferne Geliebte  (2007), voor 3 sopranen en ensemble
- Atomic UFO Saves the Day (Again)  (2007), voor basgitaar en ensemble
- In Transit  (2007), voor saxofoonkwartet en slagwerkduo
- Dead as Disco  (2006), voor symfonieorkest
- U-Turn Addiction'  (2006), voor strijkkwartet
- Drowning  (2006), voor 5 stemmen
- Aiming for Ecstasy  (2005), voor elektrische-gitaarsolo
- Post Mortem  (2005), voor stem en ensemble
- Up and Away  (2005), voor strijkorkest
- Appalachia  (2004), voor steelstring akoestische gitaar en ensemble
- Brave Cactus Hits the Road  (2003), voor ensemble
- Falling Down [XL]  (2006), voor fluit, klarinet, tuba, slagwerk en piano
- Falling Down  (2003), voor klarinet, cello en piano
- Come Here Often?  (2003), voor 2 slagwerkers en soundtrack
- Bred in Captivity  (2002), voor ensemble
- Counting Stars with Confidence  (2002), voor violoncello en piano
- L'apres-midi d'un toreador  (2001), voor fluitensemble (geschreven voor het Nederlands Fluitorkest)
- Fast Lane Woodpecker  (2001), voor symfonieorkest
- Day Before Dusk voor het Amerikaanse ensemble Non Sequitur
- In Limbo voor de Nederlandse groep Osmosis
- Counting Stars with Confidence voor het duo Harry Sparnaay en Annelie de Man

## Prijzen en onderscheidingen
Het Nederlands Ballet Orkest erkende Vleggaar in 2002 in het kader van hun Young Composers Project met de NOG Stimuleringsprijs voor het orkestwerk Fast Lane Woodpecker. In 2007 werd hem de Henriëtte Bosmansprijs toegekend tijdens de Nederlandse Muziekdagen voor zijn compositie Appalachia uit 2004.